# Марчук, Алексей Николаевич
Алексей Николаевич Марчук (4 октября 1934 — 3 июля 2020) — советский и российский учёный, доктор технических наук, профессор, главный научный сотрудник лаборатории современной и прикладной геодинамики Института физики Земли им. О. Ю. Шмидта РАН. Первостроитель Братской ГЭС, герой песни и поэмы со строчкой «Марчук играет на гитаре, И море Братское поёт».

## Биография
Родился 4 октября 1934 года в Омске в семье медицинских работников. Его отец, Николай Петрович Марчук, после окончания медицинского института был призван в РККА, попал в сформированную в Омске из лучших хирургов в особую роту медицинского усиления. В боях под Ельней проявил «собранность и распорядительность в организации работы на передовой». В документе о награждении военврача 3-го ранга Николая Петровича Марчука орденом Красной Звезды (в 1942 году) указывается, что медико-санитарный батальон под его командованием организовал эвакуацию в тыл 5877 раненых, провёл 1848 операций, из них сложных — 195. Николай Петрович закончил войну в Кенигсберге, служил в Таманской дивизии, куда к нему переехала семья.
Младший сын планировал пойти по его стопам, поехав поступать после окончания школы в Военно-медицинскую академию в Ленинграде. Однако понял, что медицина — не его стезя и вернулся в Москву, поступив в МИСИ.
Окончил (с красным дипломом) Московский инженерно-строительный институт им. В. В. Куйбышева. Его научный руководитель, профессор Михаил Михайлович Гришин, прочил отличнику научную карьеру. Но группа «альпинистов-туристов», с которой Марчук ходил на Алтай, Памир, Тянь-Шань, стремилась на строительство Братской ГЭС. Поддержала Алексея и его невеста Наташа.
Работал в Братскгэсстрое в должностях от инженера до начальника отдела технической инспекции, главным инженером комбината «Братскжелезобетон», главным инженером управления строительства Усть-Илимской ГЭС. В 1967 г. защитил кандидатскую диссертацию.
В 1973—1981 годах инструктор по гидроэнергетике отдела машиностроения ЦК КПСС. В 1981—1983 гг. его главный инженер В/О «Союзгидроэнергострой».
В 1983—1991 гг. заведующий сектором энергетики, а затем ведущий консультант социально-экономического отдела ЦК КПСС.
С 1992 года — главный научный сотрудник лабораторий 501 и 201 Института физики Земли им. О. Ю. Шмидта РАН.
Доктор технических наук (1985).
Профессор МЭИ (2000—2006) и МГСУ (МИСИ) (2006—2014).
Член редколлегии журнала «Гидротехническое строительство».
Алексей Николаевич умер 3 июля 2020 года после продолжительной тяжелой болезни.

## Кредо
«Не мыслю свою жизнь без Братска, и сейчас, оглядываясь назад, понимаю, как эффективно работала в стране система по отбору и воспитанию кадров. Сейчас много стали говорить о социальных лифтах. Так вот наши лифты были наиболее скоростными, они мощно поднимали способных ребят. Все, кто с нами тогда поехал, стали большими людьми… Великая школа! Но за последние 25 лет мы эту школу потеряли, потому что практически ничего не построили, одну-две гидростанции вымучили. Возможности использования гидроэнергетического потенциала страны мы реализовали только на 18 процентов. Мы потеряли ритм, мощь, теряем бесценный опыт кадров… Братск — это одно из самых сильных доказательств превосходства нашего общественного строя, социализма. Я был и остаюсь коммунистом».

## Научные труды
- Перекрытие рек под ледяным покровом. — Москва : Энергия, 1973. — 103 с. : ил.; 20 см. — (Б-ка гидротехника и гидроэнергетика; Вып. 36). Эту книгу перевели в США: US ARMY Call regions research and engineering laboratory, Hanover N.H[2].
- Статическая работа бетонных плотин / А. Н. Марчук. — М. : Энергоатомиздат, 1983. — 208 с. : ил.; 22 см;
- Напряженная анкеровка бетонных плотин [Текст] / А. Н. Марчук. — Москва : Энергия, 1976. — 175 с. : ил.; 20 см.
- Плотины и геодинамика : опыт натурных наблюдений / А. Н. Марчук, Н. А. Марчук ; Российская акад. наук, Ин-т физики Земли им. О. Ю. Шмидта. — Москва : ИФЗ РАН, 2006. — 156 с. : ил., табл.; 29 см.
- Опыт натурных наблюдений на плотинах в сейсмически опасных районах: монография / А. Н. Марчук, Н. А. Марчук, С. Я. Лащёнов ; Гос. образовательное учреждение доп. проф. образования Институт повышения квалификации гос. служащих (ИПКгосслужбы), Каф. «Энергетическое стр-во». — Москва : ИПКгосслужбы, 2010. — 87 с. : ил.; 21 см; ISBN 978-5-8081-0326-9
- Производство гидротехнических работ: (учебник для вузов) / Зерцалов М. Г [и др.]; под общ. ред. Зерцалова М. Г. — Москва : Изд-во МГОУ, 2010. — 21 см. Ч. 1: Общие вопросы строительства. Земляные и бетонные работы / Телешев В. И., Ватин Н. И., Марчук А. Н., Комаринский, М. В. ; под общ. ред. Телешева В. И. — 2010. — 429 с. : ил., табл.; ISBN 978-5-7017-1597-2
- Приснился мне город: Докум. повесть о Братске. — Иркутск : Вост.-Сиб. кн. изд-во, 1978. — 232 с., 16 л. ил. : ил.; 17 см.

## Награды
Почётный энергетик СССР.
Орден Октябрьской Революции, орден Трудового Красного Знамени (1975), два ордена «Знак Почёта» (1966, 1984), орден Дружбы народов (1979) и 4 медали.

## Семья
Старший брат — Юрий Николаевич Марчук (1932—2018), лингвист, майор Федеральной службы контрразведки, доктор филологических наук, профессор МГУ.
Младшая сестра — Марчук Вера Николаевна, врач.
Двоюродный брат — Гурий Иванович Марчук, последний президент Академии наук СССР, академик, Герой Социалистического Труда.
Жена — Наталья Петровна, в девичестве Андреева, четверо детей.

## В культуре
Герой песни А. Н. Пахмутовой и поэмы «Братская ГЭС» Е. А. Евтушенко, документальных фильмов «Битва у Падуна» И. Петрова, «Сибирью плененные» И. Галина. В фильме Sibirien mein Haus («Сибирь мой дом») киностудии ГДР «Дефа» он исполнил песню «А я еду за туманом»
Е. Евтушенко, уехавший в США после распада СССР, посвятил старому товарищу строки из поэмы «Граждане, послушайте меня…».